# Leon (Iowa)
Leon é uma cidade localizada no estado americano de Iowa, no Condado de Decatur.

## Demografia
Segundo o censo americano de 2000, a sua população era de 1983 habitantes.
Em 2006, foi estimada uma população de 1930, um decréscimo de 53 (-2.7%).

## Geografia
De acordo com o United States Census Bureau tem uma área de
8,1 km², dos quais 8,1 km² cobertos por terra e 0,0 km² cobertos por água. Leon localiza-se a aproximadamente 323 m acima do nível do mar.

## Localidades na vizinhança
O diagrama seguinte representa as localidades num raio de 20 km ao redor de Leon.